# Maria Karlsson
Maria Karlsson (* 31. Oktober 1978 in Stockholm) ist eine schwedische Drehbuchautorin.

## Leben
Maria Karlsson wuchs in Sandarne in der Gemeinde Söderhamn auf und besuchte nach einem Schreibkurs an der Västerbergs folkhögskola das Stockholmer Dramatiska institutet. Ihren Abschluss machte sie 2008 mit 27 weiteren Absolventen. Bereits während des Studiums schrieb sie Drehbücher zu Kurzfilmen. Für ihren ersten Langfilm Snabba Cash wurde sie bereits während des Studiums engagiert.
Auch die beiden Fortsetzungen zu Snabba Cash wird Karlsson schreiben.

## Filmografie (Auswahl)
- 2007: Signaler
- 2008: Mellan 11 och 12
- 2008: Pussyfooting
- 2010: Snabba Cash